# Top Naeff
Anthonetta Naeff (Dordrecht, 24 maart 1878 – aldaar, 22 april 1953) was een Nederlandse schrijfster die onder de naam Top Naeff haar boeken publiceerde. Verder was ze ook vertaalster, toneelschrijfster en toneelcritica.

## Levensloop

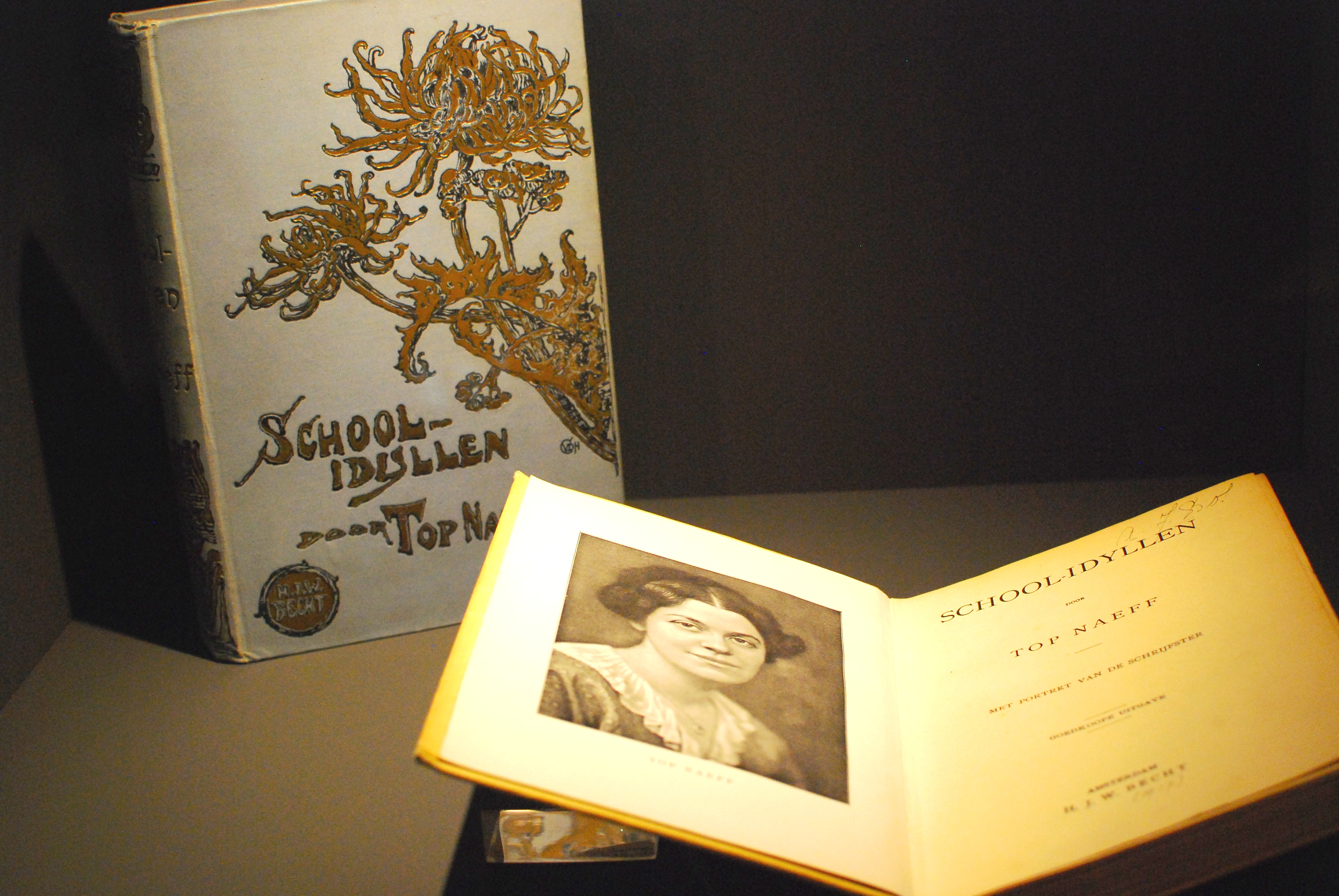
Boek van Top Naeff

Haar ouders waren Johan Reinhard Naeff en Anna Cornelia Vriesendorp. Van moederskant stamde zij uit de Dordtse koopmansfamilie Vriesendorp; haar vader was ten tijde van haar geboorte eerste luitenant bij het corps Pontonniers. Na een korte onderbreking door verandering van legerplaats van vader, waarin het jonge gezin in Nieuwediep en daarna Gorinchem woonde, keerde het naar Dordrecht terug; haar schooltijd ligt dan ook grotendeels in haar geboortestad. Voor de tijd van een jaar (1895/'96) ging de toen zeventienjarige Top Naeff naar een jongedameskostschool te Brussel. In 1897 overleed haar vader en ging zij met haar moeder bij haar grootmoeder wonen.
Haar debuut als toneelschrijfster was bij het toneelstuk De Genadeslag, dat op 13 februari 1899 te Dordrecht zijn première beleefde bij het 'Rotterdamsch Tooneelgezelschap Le Gras en Haspels', onder regie van Jan C. de Vos, met Marie van Eysden-Vink, Alida Klein, Henri Brondgeest en Jan C. de Vos in de bezetting. Het werd in 1901 gevolgd door het toneelstuk Aan Flarden, enkele jaren later door Het Weerzien.
In 1900 publiceerde ze haar bekendste boek, School-idyllen. Ondanks het tragische einde, is het een humoristisch meisjesboek waarmee zij haar naam onmiddellijk vestigde en waarvan het succes haar haar verdere leven vergezelde.
Op 23 november 1904 huwde Top Naeff de in Zutphen geboren dokter Huibert Willem van Rhijn (1875-1956), die zich als arts in Dordrecht had gevestigd. In 1914 ondernamen zij en haar man een reis naar Indië, om er een reeks lezingen te houden. In oktober 1914 kon het echtpaar nog maar net veilig terugkeren. In 1931 maakten ze een grote reis naar Egypte, Griekenland, Syrië en Palestina.
Van 1902 tot 1914 schreef ze toneelbesprekingen in de Dordrechtsche Courant. Van 1914 tot 1930 was ze redactrice en toneelcritica bij De Groene Amsterdammer. Voor zijn overlijden vroeg Herman Robbers of zij zijn taak als literair redacteur van Elsevier's Geïllustreerd Maandschrift wilde overnemen. Dat deed ze van 1937 tot 1940, toen het tijdschrift door de Duitse bezetter verboden werd.
In 1953 overleed zij aan de gevolgen van een hartaanval, een maand na de benoeming tot 'ereburger van de gemeente Dordrecht' die ze op haar 75e verjaardag ontving.
Haar naam leeft onder meer voort in de Top Naeff-prijs, die onregelmatig wordt uitgereikt aan de beste afstuderende(n) aan de Amsterdamse Theaterschool.

## Boeken
- t Was beter zo (1898), novelle
- De genadeslag (1899), toneel
- School-idyllen (1900), jeugdboek
- Aan flarden (1901), toneel
- De tweelingen (1901)
- Het weerzien (1902), toneel
- In mineur (1902)
- 't Veulen (1903), jeugdboek
- De dochter (1906)
- De glorie (1906)
- In den dop (1906)
- De stille getuige (1907)
- Oogst (1908)
- Voor de poort (1912), roman

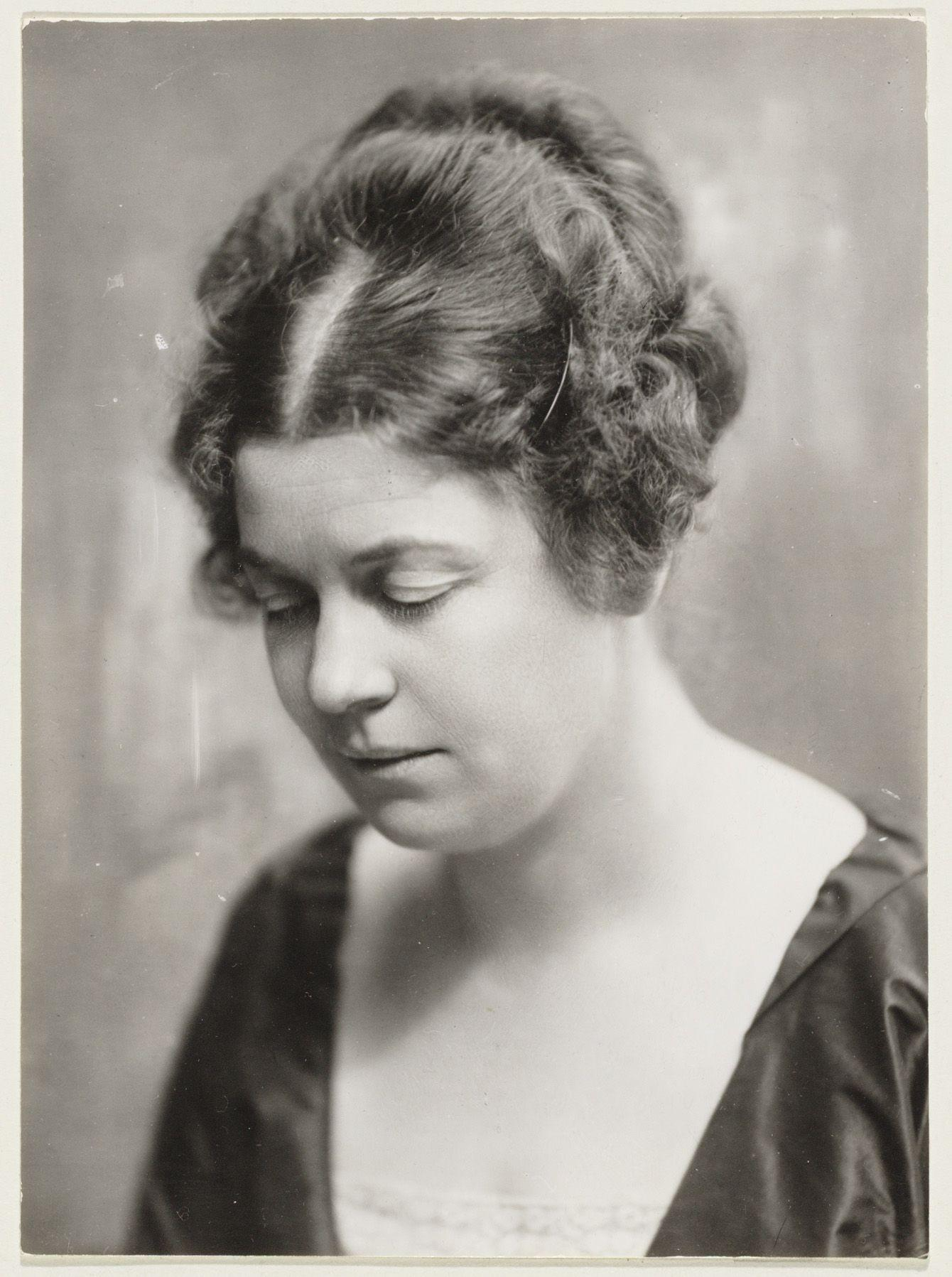
Top Naeff (1921)

- Dramatische kronieken (1918-1923) (4 delen)
- Vriendin (1920)
- Charlotte von Stein. Een episode (1921)
- Een wanklank (1923)
- Een stiefkind (1923)
- Levenslang (1923)
- Voorbijgangers (1925)
- Letje, of de weg naar het geluk (1926), jeugdboek
- Klein avontuur (1928)
- Offers (1932)
- Twee tooneelspeelsters. Sarah Bernhardt en Eleonora Duse (1934)
- Een huis in de rij (1935)
- Juffrouw Stolk en andere verhalen (1936)
- Zie de maan schijnt... Spel in drie bedrijven (1946), toneel
- Klein Witboek (1947), Verzen 1940-1945
- Willem Royaards, de toneelkunstenaar in zijn tijd (1947)
- Mijn grootvader en ik en andere verhalen (1948)
- Tredmolen en andere verhalen (1948)
- Zo was het ongeveer (1950), autobiografie

## Vertalingen
- Van Fritz von Ostini vertaalde ze 'De kleine koning: een sprookje' in 1910.
- Van Émile Augier en Jules Sandeau vertaalde ze 'De schoonzoon van mijnheer Poirier: toneelspel in 4 bedrijven' in 1911.
- Van Benjamin Rabier maakte ze een bewerkte vertaling van 'Het circus Henri Bombari' in 1912
- Van Beaumarchais vertaalde ze 'Een dag vol dwaasheid, of De bruiloft van Figaro' 1921. (toneelstuk)
- Haar Beaumarchais vertaling kwam in één boek samen na 'De barbier van Sevilla, of Nuttelooze voorzorgsmaatregelen: blijspel in vier bedrijven' van Beaumarchais vertaald door Marie Loke [op verzoek van Willem Royaards], 1930. (toneelstukken).

## Prijzen
- 1948 benoemd tot Officier in de Orde van Oranje-Nassau
- 1948 benoemd tot Officier in de Kroonorde (België)
- 1952 Mr. H.G. van der Vies-prijs voor haar toneelstuk Zie de maan schijnt...
- 1952 Erelid van de Maatschappij der Nederlandse Letterkunde
- 1953 Ereburger van de gemeente Dordrecht

## Varia
- School-idyllen is vertaald in het Duits, Deens en Russisch.
- De stille getuige is vertaald in het Duits en het Frans.
- Een huis in de rij is vertaald in het Duits.
- De tweelingen is vertaald in het Deens.
- Voor de poort is vertaald in het Duits.
- Vriendin is vertaald in het Engels.

## Biografie
Gé Vaartjes: Rebel en dame / Biografie van Top Naeff. Amsterdam, Querido. 2010